# 4347 Reger
4347 Reger (1988 PK2) là một tiểu hành tinh vành đai chính được phát hiện ngày 13 tháng 8 năm 1988 bởi Freimut Börngen ở Tautenburg.